# Łesia Jermak
Łesia Ołeksandriwna Jermak (ukr. Леся Олександрівна Єрмак; ur. 24 lipca 1980 w Kijowie) – ukraińska działaczka polonijna, nauczycielka, od 2024 prezeska Związku Polaków na Ukrainie.

## Życiorys
Łesia Jermak urodziła się w Ukraińskiej SRR. Niemal całe życie spędziła w Kijowie. Jako dziecko była członkinią zespołu tanecznego „Jaskółki”, który prowadziła Wiktoria Radik. Ukończyła studia polonistyczne na Uniwersytecie Jagiellońskim, a także czteroletnie Studium Choreograficzne Rzeszowie.
Na początku lat dziewięćdziesiątych XX wieku zaangażowała się w działalność polonijną na Ukrainie. Rozpoczęła współpracę ze Związkiem Polaków na Ukrainie. Organizowała wyjazdy dla dzieci z całej Ukrainy na kolonie do Polski. W 2000 roku z jej inicjatywy powstał działający w Kijowie Zespół Pieśni i Tańca „Polanie znad Dniepru”, którego celem jest m.in. ożywienie i promocja kultury polskiej. W latach 2003–2019 nauczała języka polskiego w różnych instytucjach na Ukrainie. Z jej inicjatywy została założona Polska Szkoła Sobotnia w Kijowie, która jest od 2014 roku afiliowana przy Związku Polaków, a której Jernak została dyrektorką.
W ostatnich latach pełniła funkcję wiceprezeski Związku Polaków na Ukrainie. W 2024 roku została wybrana prezesem organizacji.

## Odznaczenia
Odznaczona odznaką Zasłużony dla Kultury Polskiej. W 2015 została odznaczona Srebrnym Krzyżem Zasługi, zaś po siedmiu latach także Złotym Krzyżem Zasługi.